# Джонатан Маршессо
Джонатан Маршессо (англ. Jonathan Marchessault; нар. 27 грудня 1990) — канадський хокеїст, нападник клубу «Вегас Голден Найтс» Національної хокейної ліги (НХЛ). Раніше виступав за «Колумбус Блю-Джекетс», «Тампа-Бей Лайтнінг» та «Флорида Пантерс».

## Нагороди та досягнення
- Володар Кубка Стенлі (1)[3] — 2023
- Приз Конна Смайта — 2023